# Антипова, Наталья Юрьевна

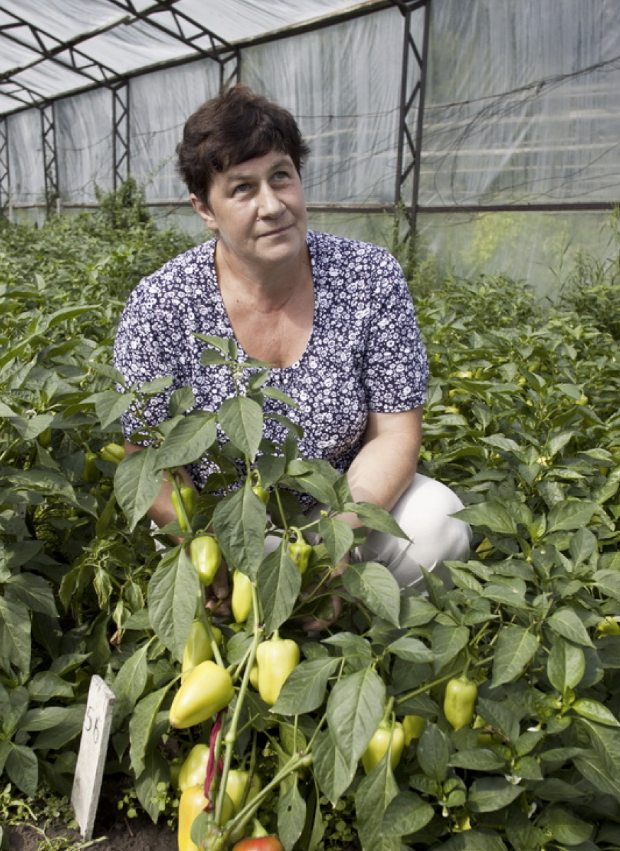
Антипова Наталья Юрьевна — селекционер

Наталья Юрьевна Антипова — российский учёный, заслуженный агроном России, селекционер, семеновод, старший научный сотрудник Западно-Сибирской овощной опытной станции Всероссийского научно-исследовательского института овощеводства. В течение длительного времени проводила работу по интродуцированию перца сладкого на территории Западной Сибири. Известна как человек, сделавший возможным выращивание сладкого (болгарского) перца на Алтае. Также занималась селекцией томатов, баклажанов и кукурузы.

## Семья
Наталья Юрьевна — дочь известных сибирских селекционеров: её отец, Юрий Константинович Тулупов, 26 лет был директором Западно-Сибирской овощной опытной станции, а мама, Анна Алексеевна Тулупова — автор одних из самых популярных в России сортов капусты «Надежда» и «Сибирячка»..
Муж Натальи Юрьевны занимался селекцией моркови.

## Научная работа
Наталья Юрьевна Антипова является автором 30 научных публикаций, проиндексированных в системе РИНЦ:
- Новые сорта перца алтайской селекции[5]
- Селекция скороспелых сортов перца для Сибири[6]
- Исходный материал рисовой кукурузы в условиях Западной Сибири[7]
- Сорт как важный элемент современной технологии в овощеводстве[8]
- Использование сибирского генофонда перца для селекции сортов для весенних теплиц[9]
- Современные аспекты и итоги селекции перца сладкого в Западной Сибири[10]

## Награды
Звание «Заслуженный агроном Российской Федерации» присвоено указом Президента РФ Д. А. Медведева в 2009 году. Награду вручил губернатор Алтайского края А.Б. Карлин.

## Селекционная работа

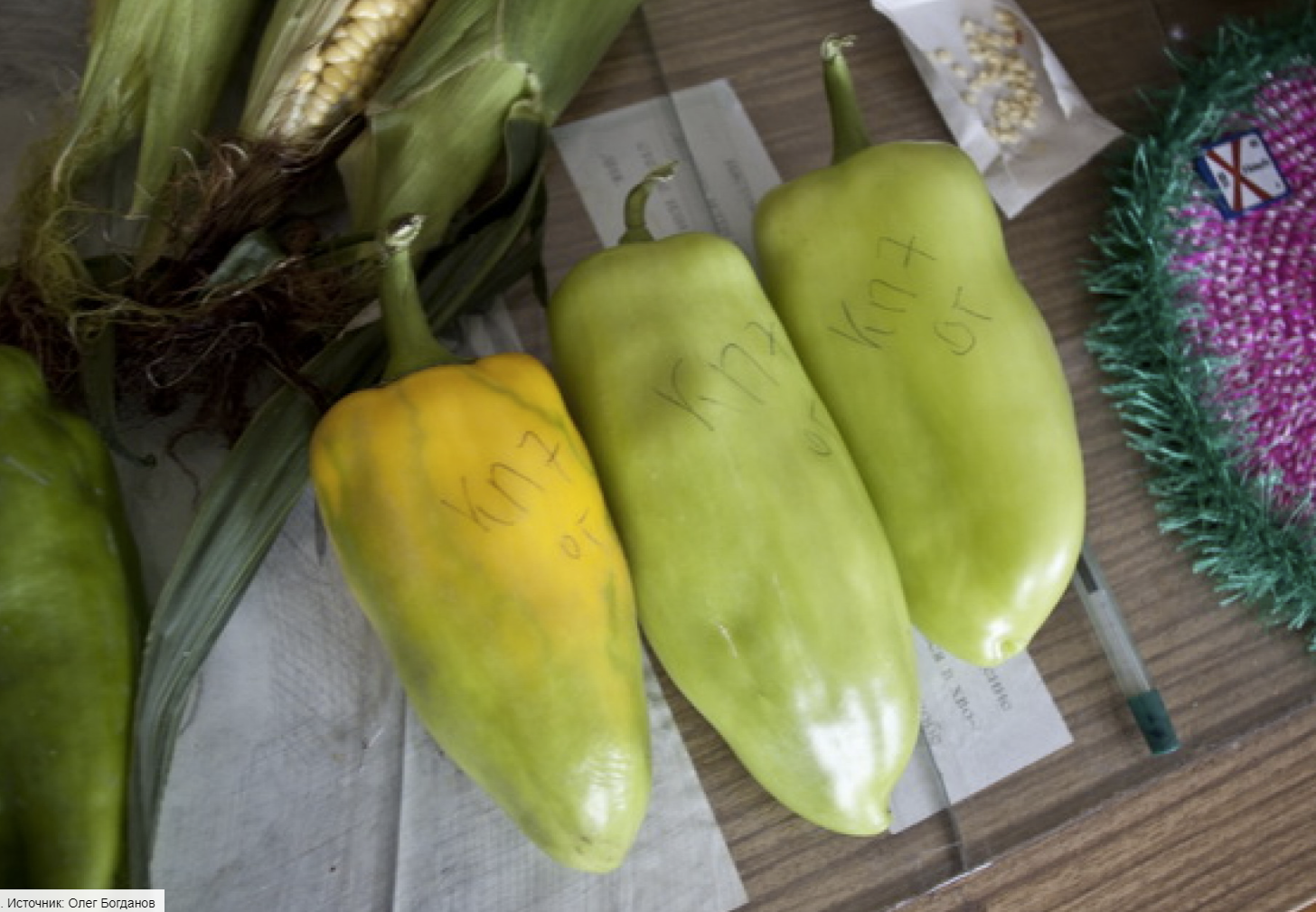
Перцы Западно-Сибирской овощной опытной станции

Антипова является автором таких сортов сладкого перца как «Первенец Романцова» (завершила работу Николая Дмитриевича Романцова), «Хитрая лиса», «Сиреневый блеск», «Сибирский князь», «Викинг», «Золотая пирамида» и многих других, также принимала участие в разработке сортов в составе коллективов, совместно с агрофирмой «Семена Алтая». Она ввела в промышленную культуру и семеноводство перец сладкий на территории Западной Сибири. Сорта Антиповой отличаются компактным габитусом, раннеспелостью, а также толстостенностью, до 8 мм.
До 1970-х в крае выращивали в основном сибирские овощи: свеклу, морковь, капусту, редко где бахчу, помидоры не вызревали. И вот мы начали разрабатывать сортовую агротехнику для перца.
Также Антипова является автором трех сортов кукурузы, в частности, рисовой кукурузы для поп-корна.
Кукурузой Наталья Юрьевна занимается с 1998 года — сахарной и немножко рисовой, которая при нагревании лопается в попкорн. Кукурузу у нас в крае страшно любят, это и лакомство, и обед. Если посадить, допустим, 20 мая все три сорта, созданных Натальей Антиповой, — Хуторянку, Былину и Станичник, то 1 августа можно начинать собирать Хуторянку, через десять дней поспеет Былина, а к сентябрю Станичник. Главное, собирать кукурузу сразу, как только она достигнет молочной зрелости, не передерживать в початках. Она быстро перезревает, и потом вари её, не вари — чем дольше варишь, тем больше она грубеет.
Основными направлениями работы Натальи Юрьевны были повышение витаминного состава плодов, количество сухих веществ, вкусовые характеристики:
Еще про красивые овощи с магазинных витрин: в России селекционеры работают по государственному заданию, в которое входят и количество витаминов, и вкусовые качества; они делают анализы на содержание сахара, сухого вещества, дополнительно — на каротин и P-активные вещества, отвечающие за вывод из организма человека канцерогенов. Так делают далеко не везде. — Раньше у нас здесь бывало много зарубежных делегаций, и вот к нам приезжал ученый из Америки, — рассказывает Наталья Юрьевна. — Нас поразило, что у них не существует вкусовых стандартов, только стандарты качества. Главное, чтобы помидор был твердым, как мяч, ударишь его об пол — и не разобьется, а что в нём никаких витаминов нет, что он невкусный, никого не трогает, у них даже исследования такие не ведутся.